# Cyrtodactylus elok
Cyrtodactylus elok este o specie de șopârle din genul Cyrtodactylus, familia Gekkonidae, ordinul Squamata, descrisă de Dring 1979. Conform Catalogue of Life specia Cyrtodactylus elok nu are subspecii cunoscute.